# Eddy Dorozowsky
Eddy Dorozowsky (Montreal, 13 de abril de 1970), mais conhecido pelo seu nome no ringue SeXXXy Eddy, é um lutador de wrestling profissional canadense, que também atuou como promotor. Ele lutou em diversas promoções independentes dos Estados Unidos, como Chikara, Combat Zone Wrestling, IWA Mid-South, Jersey All Pro Wrestling, Northern Championship Wrestling, Pro Wrestling Guerrilla e UWA Hardcore Wrestling, e na Europa pela International Pro Wrestling: United Kingdom e westside Xtreme wrestling.
Sua personalidade é inspirada em Rick Rude e Shawn Michaels.

## Títulos e prêmios
- Canadian Wrestling Action
  - CWA King of the Ring 2011

- Combat Zone Wrestling
  - CZW World Junior Heavyweight Championship (1 vez)[2]
  - CZW World Tag Team Championship (1 vez)1 - com Chris Ca$h, Nate Webb e J.C. Bailey[3]

- Dramatic Dream Team
  - Ironman Heavymetalweight Championship (1 vez)

- Elite Wrestling Action
  - EWA Heavyweight Championship (1 vez)

- Independent Wrestling Alliance - Deep South
  - IWA-DS Carnage Cup 2009 Winner

- International Wrestling Syndicate
  - IWS Heavyweight Championship (3 vezes)

- - IWS Tag Team Championship (1 vez) - com The Green Phantom
  - Tournament of the Icons (2002)

- Northern Championship Wrestling
  - Rookie of the Year (2000)

- Showcase Wrestling Revolution
  - SWR International Championship (1 vez)

- New Wrestling Championship
  - NWC Tag Team Championship (1 vez) - com "L'Exquis" FranCk Cotelli

- Top Of The World Wrestling
  - TOW Tag Team Championship (1 vez) - com Jeremy Prophet

1Eddy defendeu o título tanto com Webb, Ca$h or Bailey sob a regra Freebird.